# Pedostrangalia emmipoda
Pedostrangalia emmipoda es una especie de escarabajo longicornio del género Pedostrangalia, tribu Lepturini, subfamilia Lepturinae. Fue descrita científicamente por Mulsant en 1863.

## Descripción
Mide 11-16 milímetros de longitud.

## Distribución
Se distribuye por Armenia, Bulgaria, Grecia, Irán, Israel, Jordania, Líbano, Palestina, Siria y Turquía.